# 白石光治郎
白石 光治郎（しらいし こうじろう、1897年（明治30年）10月6日 - 没年不明）は、昭和時代前期の朝鮮総督府官僚。平安北道知事。朝鮮総督府逓信局長。朝鮮総督府農商局長。

## 経歴
白石房次郎の長男として愛知県名古屋市に生まれる。1925年（大正14年）東京帝国大学法学部政治科を卒業し、朝鮮総督府に奉職する。平安北道、慶尚南道各警察部長、総督府事務官警務局勤務、平安南道内務部長、逓信局電気課長、総督府事務官官房外務部勤務兼任外務事務官を経て、平安北道知事に就任。1943年（昭和18年）7月、朝鮮総督府逓信局長兼高等海員審判所長に任じた。その後、朝鮮総督府農商局長に就任した。